# Băbeni
Băbeni er en by beliggende i distriktet Vâlcea i Rumænien. Byen har 7.570 (2021) indbyggere og fik bystatus i 2002. Den administrerer seks landsbyer: Bonciu, Capu Dealului, Pădurețu, Români, Tătărani og Valea Mare, og er beliggende i den historiske region Oltenien.

## Beliggenhed
Băbeni ligger i forlandet til Sydkarpaterne, på floden Olts højre bred. Distriktshovedstaden Râmnicu Vâlcea ligger omkring 20 km mod nordøst.

## Historie
Arkæologer har fundet rester af bosættelser fra Romerriget på byens område.
Băbeni blev første gang nævnt i 1491, da  en feudalherre  donerede landsbyen til det nærliggende Bistrița-kloster.
I 2001 blev der afholdt en folkeafstemning, hvor borgerne i Băbeni med stort flertal stemte for at omdanne deres kommune til en by. Et år senere imødekom det rumænske parlament  anmodningen og erklærede Băbeni for en by.
De vigtigste erhverv er landbrug, træforarbejdning, handel og olieudvinding.